# Campeonato de Apertura 1958 (Perú)
El Campeonato de Apertura 1958 fue la decimocuarta edición de este torneo donde participaron los cuatro mejores equipos del Campeonato Peruano de Fútbol de 1957. El campeón fue Centro Iqueño. La organización correspondía a la Asociación No Amateur (ANA), antigua denominación de la actual Asociación Deportiva de Fútbol Profesional (ADFP).

## Formato
El torneo se jugó en un sistema de todos contra todos a una sola rueda y se otorgaba dos puntos por partido ganado, un punto por partido empatado y ninguno por partido perdido. El campeón sería el que más puntos acumule, en caso de igualdad de puntos se jugaba un partido de desempate por el título.

## Equipos participantes
| Club                      | Vía de clasificación                               |
| ------------------------- | -------------------------------------------------- |
| Centro Iqueño             | Campeón del Campeonato Peruano de Fútbol de 1957   |
| Atlético Chalaco          | Subampeón del Campeonato Peruano de Fútbol de 1957 |
| Alianza Lima              | Tercero del Campeonato Peruano de Fútbol de 1957   |
| Universitario de Deportes | Cuarto del Campeonato Peruano de Fútbol de 1957    |

## Partidos
1ª ronda
| Fecha               | Lugar            |                           | Resultado |                  |
| ------------------- | ---------------- | ------------------------- | --------- | ---------------- |
| 22 de junio de 1958 | Estadio Nacional | Universitario de Deportes | 1-1       | Atlético Chalaco |
| 22 de junio de 1958 | Estadio Nacional | Centro Iqueño             | 2-2       | Alianza Lima     |

 2ª ronda
| Fecha               | Lugar            |                           | Resultado |                  |
| ------------------- | ---------------- | ------------------------- | --------- | ---------------- |
| 24 de junio de 1958 | Estadio Nacional | Universitario de Deportes | 0-5       | Centro Iqueño    |
| 24 de junio de 1958 | Estadio Nacional | Alianza Lima              | 1-2       | Atlético Chalaco |

 3ª ronda
| Fecha               | Lugar            |               | Resultado |                           |
| ------------------- | ---------------- | ------------- | --------- | ------------------------- |
| 29 de junio de 1958 | Estadio Nacional | Alianza Lima  | 1-3       | Universitario de Deportes |
| 29 de junio de 1958 | Estadio Nacional | Centro Iqueño | 3-2       | Atlético Chalaco          |

## Tabla de posiciones
| Pos. | Equipo                    | PJ | PG | PE | PP | GF | GC | Dif. | Puntos |
| ---- | ------------------------- | -- | -- | -- | -- | -- | -- | ---- | ------ |
| 1°   | Centro Iqueño             | 3  | 2  | 1  | 0  | 10 | 4  | +6   | 5      |
| 2°   | Atlético Chalaco          | 3  | 1  | 1  | 1  | 5  | 5  | 0    | 3      |
| 3°   | Universitario de Deportes | 3  | 1  | 1  | 1  | 4  | 7  | -3   | 3      |
| 4°   | Alianza Lima              | 3  | 0  | 1  | 2  | 4  | 7  | -3   | 1      |

| Campeón Campeonato de Apertura |
| Centro Iqueño 1er título       |